# Emperor
Emperor är ett norskt black metalband från Notodden, aktivt mellan 1991 och 2001 och återigen från och med 2005 till 2007. Bandet var även aktivt mellan 2013 och 2014 och från 2016.

## Brott och straff
Under samma tid som Emperor-embryot Thou Shalt Suffer bildades genomgick den norska black metal-scenen en våldsam period. Frontfiguren i bandet Mayhem, Euronymous (Øystein Aarseth) hade gjort en hel del provokativa uttalanden, framför allt för att marknadsföra sin egen skivetikett Deathlike Silence. 
I ungefär samma veva mördas en homosexuell man av Emperors nye trummis Faust (Bård Eithun) i våldsamt raseri (en uppgift om 37 knivhugg har nämnts). Till en början slapp Faust undan alla misstankar men när Euronymous 1993 mördades av Varg Vikernes börjar polisen intressera sig för de norska black metal-musikerna. Faust grips och döms till 14 års fängelse (av vilka han avtjänar 8) och i samma veva döms också gitarristen Samoth (Tomas Haugen) till 1 års fängelse för mordbrand. Vid ett senare tillfälle döms också basisten Tchort (Terje Vik Schei) för en gravskändning. 
Uppehållet mellan första och andra skivan förklaras mer eller mindre av rättsprocesserna som bandet var indragna i, förmodligen eftersom den ende medlemmen i bandet utan en prick i straffregistret, Ihsahn (Vegard Sverre Tveitan), inte ville göra en skiva på egen hand.

## Musikalisk gärning
Det är inte bara alla kontroverserna kring bandets första år som gör att bandet är ihågkommet idag. Två av bandets skivor räknas också bland de absoluta klassikerna inom genren idag, även om bandet fick dålig start med recensionen av det första demon i tidningen Close up magazine. "Dånande avgasbröt" var recensentens omdöme. 
Efter att Faust hade kommit med i bandet styrdes dock den musikaliska utvecklingen upp en aning, även om han av ovannämnda skäl inte hann medverka på några fler skivor än debut-ep:n Emperor och det första albumet In The Nightside Eclipse som blev en stor framgång. Fausts inverkan på bandets utveckling kan beskrivas som betydelsefull och han har funnits med på samtliga tacklistor efter att lämnade bandet.
Med den andra skivan, Anthems to the Welkin at Dusk, börjar bandet nå en publik utanför de innersta kretsarna inom black metal och skivan betraktas allmänt som en klassiker idag. Även uppföljaren IX Equilibrium, ges ibland denna status, även om äldre fans starkt ogillade Ihsahns experiment med ren sång och orkestrering. 
Efter den fjärde skivan beslutade sig de båda grundarna för att lägga ner bandet och satsa på sina tidigare sidoprojekt, Zyklon (Samoth) och Peccatum (Ihsahn). Bandet har återförenats för ett par spelningar under 2006, däribland på den norska extremmetal-festivalen Inferno. Ihsahn har också i en intervju i den brittiska musiktidningen Terrorizer nämnt att Emperor kan komma att fortsätta som ett sidoprojekt till bandmedlemmarnas nuvarande åtaganden.

## Medlemmar
Senaste medlemmar
- Ihsahn (Vegard Tveitan) – keyboard (1991–2001), sång, sologitarr (1991–2001, 2005–2007, 2013–2014, 2016– ), basgitarr (1999–2001)
- Samoth (Tomas Haugen) – trummor (1991–1992), rytmgitarr (1992–2001, 2005–2007, 2013–2014, 2016– )
- Trym Torson (Kai Johnny Solheim Mosaker) – trummor (1996–2001, 2005–2007, 2016– )

Tidigare medlemmar
- Mortiis (Håvard Ellefsen) – basgitarr (1991–1992)
- Tchort (Terje Vik Schei) – basgitarr (1993–1994)
- Alver (Jonas Alver) – basgitarr (1995–1998)
- Faust (Bård Eithun) – trummor (1992–1994, 2013–2014)

Bidragande musiker (studio/live)
- Hellhammer (Jan Axel Blomberg) – trummor (1992)
- Ildjarn (Vidar Vaaer) – basgitarr (1993)
- Mark Allen – keyboard (1993)
- Sverd (Steinar Johnsen) – keyboard (1994–1995)
- Charmand Grimloch (Joachim Rygg) – keyboard (1996–1999)
- Tyr (Jan Erik Torgersen) – basgitarr (1998–1999)
- Secthdamon (Tony Ingebrigtsen) – basgitarr (2005–2007, 2013–2014, 2016– )
- Einar Solberg – keyboard, sång (2005–2007, 2013–2014, 2016–2017)
- Trym Torson – trummor (2014)
- Geir Bratland – keyboard (2018)
- Ole Vistnes – basgitarr (2019– )

## Diskografi
Demo
- 1992 – Wrath of the Tyrant

Studioalbum
- 1994 – In the Nightside Eclipse
- 1997 – Anthems to the Welkin at Dusk
- 1999 – IX Equilibrium
- 2001 – Prometheus: The Discipline of Fire & Demise

Livealbum
- 2002 – Emperial Live Ceremony
- 2009 – Live Inferno

EP
- 1993 – Emperor
- 1994 – As the Shadows Rise
- 1996 – Reverence

Singlar
- 2009 – "Thus Spake the Nightspirit" / "Inno a Satana"

Video
- 2000 – Emperial Live Ceremony (VHS/DVD)
- 2009 – Live at Wacken Open Air 2006 - A Night of Emperial Wrath
- 2009 – Live Inferno (3xDVD)

Samlingsalbum
- 1998 – Emperor / Wrath of the Tyrant
- 2001 – The Emperial Vinyl Presentation (6 vinyl-album box)
- 2003 – Scattered Ashes - A Decade of Emperial Wrath
- 2009 – Live Inferno (DVD + 2CD)
- 2015 – The Complete Works (25 vinyl-album box)

Annat
- 1993 – Emperor / Hordanes Land (delad album med Enslaved)
- 1999 – Thorns vs. Emperor (delad album)
- 2000 – True Kings of Norway (delad album: Emperor / Dimmu Borgir / Immortal / Arcturus / Ancient)